# Feria rubescens
Feria rubescens är en tvåvingeart som beskrevs av Robineau-desvoidy 1830. Feria rubescens ingår som enda art i släktet Feria och familjen parasitflugor.
Artens utbredningsområde är Frankrike. Inga underarter finns listade i Catalogue of Life.